# Таџикистан на Светском првенству у атлетици у дворани 2012.
Таџикистан је учествовао на Светском првенству у атлетици у дворани 2012. одржаном у Истанбулу од 9. до 11. марта девети пут. Репрезентацију Таџикистана представљала су два такмичара (1 мушкарац и 1 жена), који су се такмичили у две дисциплине.
Таџикистан није освојио ниједну медаљу али су његови такмичари оборили националне рекорде.

## Учесници
| Мушкарци: - Фарход Куралов — 800 м | Жене: - Владислава Овчаренко — 400 м |  |

## Резултати

### Мушкарци
| Атлетичар      | Дисциплина | Лични рекорд | Квалификације | Квалификације | Полуфинале           | Полуфинале           | Финале               | Финале  | Детаљи |
| Атлетичар      | Дисциплина | Лични рекорд | Резултат      | Место         | Резултат             | Место                | Резултат             | Место   | Детаљи |
| -------------- | ---------- | ------------ | ------------- | ------------- | -------------------- | -------------------- | -------------------- | ------- | ------ |
| Фарход Куралов | 800 м      |              | 1:52,61 НР    | 4. груп. 6    | Није се квалификовао | Није се квалификовао | Није се квалификовао | 18 / 32 |        |

### Жене
| Атлетичарка          | Дисциплина | Лични рекорд | Квалификације | Квалификације | Полуфинале            | Полуфинале            | Финале                | Финале       | Детаљи |
| Атлетичарка          | Дисциплина | Лични рекорд | Резултат      | Место         | Резултат              | Место                 | Резултат              | Место        | Детаљи |
| -------------------- | ---------- | ------------ | ------------- | ------------- | --------------------- | --------------------- | --------------------- | ------------ | ------ |
| Владислава Овчаренко | 400 м      |              | 1:00,33 НР    | 5. у гр. 5    | Није се квалификовала | Није се квалификовала | Није се квалификовала | 27 / 30 (32) |        |